# Tre veckor över tiden
Tre veckor över tiden är en barn- och ungdomsroman av den svenska författaren Gunnel Beckman, utgiven 1973 på Albert Bonniers Förlag. Den fick en uppföljare i Våren då allting hände (1974).
Romanen berör ämnet tonårsgraviditeter och handlar om Mia som är gravid och står i valet och kvalet om hon ska göra abort eller inte. Mia får dock ett missfall och behöver således inte ta ställning i frågan. Beckman fick utstå kritik från feministiskt håll för att hon genom att skriva boken på ett neutralt och mittenpartiskt sätt inte ansågs våga ta öppen ställning i abortfrågan.
Tre veckor över tiden är en av titlarna i boken Tusen svenska klassiker (2009).

## Utgåvor
- Beckman, Gunnel (1973). Tre veckor över tiden.. Stockholm: Bonnier. Libris 1242317
- Beckman, Gunnel; Sandal Elly (1973) (på danska). Det sker ikke for mig!. København: Jespersen og Pio. Libris 7347989. ISBN 87-419-2750-8
- Beckman, Gunnel; Coucheron Olaf (1974) (på norska). Tre uker over tiden. Treffbøkene. Oslo: Gyldendal. Libris 7173526. ISBN 82-05-06297-8
- Beckman, Gunnel; Naumann Gerda (1974) (på tyska). Drei Wochen über die Zeit: ein Mädchenbuch aus Schweden (1. Aufl.). Würzburg: Arena. Libris 5199239. ISBN 3-401-03700-5
- Beckman, Gunnel; Tate Joan (1974) (på engelska). Mia. A book for new adults. London: Bodley head. Libris 4859454. ISBN 0-370-10928-7
- Beckman, Gunnel; Marwijk Kooy Maydo van (1975) (på nederländska). Mij overkomt dat niet. Rotterdam: Lemniscaat. Libris 7575919. ISBN 90-6069-225-X
- Beckman, Gunnel; Tate Joan (1975) (på engelska). Mia alone (1. American ed.). New York: Viking press. Libris 5100432. ISBN 0-670-47394-4
- Beckman, Gunnel; Heikkinen Eeva (1975) (på finska). Kolme viikkoa myöhässä. Porvoo: Söderström. Libris 10227462. ISBN 951-0-06775-X
- Beckman, Gunnel; Nyro C. (1976) (på franska). Déchirer le silence. Les chemins de l'amitié. Paris. Libris 5852378. ISBN 2-7002-0093-4
- Beckman, Gunnel (1976[1973]). Tre veckor över tiden (18/23. tus.). Stockholm: Bonnier. Libris 7144007. ISBN 91-0-038424-0
- Beckman, Gunnel; Jóhanna Sveinsdóttir (1978) (på isländska). Þrjár vikur fram yfir. Reykjavík. Libris 174724
- Beckman, Gunnel; Pàmies Teresa (1978) (på spa). Un aborto para Mia. Barcelona. Libris 7318841. ISBN 84-270-0464-8
- Beckman, Gunnel (1980). Tre veckor över tiden. Önskeboken, 99-0186112-8 ([Ny utg.]). Stockholm: Bonniers juniorförl. Libris 7285276. ISBN 91-48-50383-5
- Beckman, Gunnel (1993). Tre veckor över tiden. [Önskeboken] ([Ny utg.] /[ny uppl.]). Stockholm: Bonniers juniorförl. Libris 7286191. ISBN 91-48-52094-2
- Beckman, Gunnel (2010). Tre veckor över tiden. Lund: Btj. Libris 12553997

### Fotnoter
1. 1 2 3  Gradvall et al 2009, #364